# Dauda Akanmu Epo-Akara
Dauda Akanmu Epo-Akara, est un musicien yoruba originaire de la ville historique d'Ibadan. 

## Biographie
Dauda Akanmu Epo-Akara est né le 23 juin 1943. 
Il est le principal artisan du genre musical populaire yoruba appelé "were music". 
Il meurt août 2005,,.